# ماريا أنطونيا إجليسياس
ماريا أنطونيا إجليسياس جونزاليس (بالإسبانية: María Antonia Iglesias)‏ (مدريد، 15 يناير 1945 – بانخون، نيجران، بونتيفيدرا، 29 يوليو 2014)، صحفية وكاتبة إسبانية.

## السيرة الذاتية
ولدت ماريا أنطونيا إجليسياس في مدريد علي الرغم من ان عائلة والدها ذات أصول جاليسية. وكان والدها أنطونيا إجليسياس جونزاليس (1918 - 2011) عازفاً بيانو وموسيقار من محافظة أورينس.
حصلت ماريا على دبلومة في الصحافة من المعهد الرسمي بمدريد في عام 1968 ، وبدأت فترة تدريبها في صحيفة ديلي نيوز حيث كانت تعمل فيها إلي ان اختفت عام 1979. ثم بعد ذلك استكملت مسيرها في عدة مجلات مثل مجلة النصر، ومجلة الوقت ومجلة المقابلة التي نددت فيها بمؤامرة سرقة الأطفال الرضع خلال فترة الديكتاتورية في دراسة استقصائية أجريت في أوائل عام 1982 من قبل المصور الصحفي جيرمان جاليجو.
استطاعت ماريا أثناء مزاولتها لمهنة الصحافة معرفة الجوانب المعقدة لمرحلة انتقال إسبانيا نحو الديمقراطية، وخلق صداقات مع الرموز السياسية لهذه الفترة. حيث كانت أثناءانقلاب 23 فبراير 1981 في إسبانيا مراسلة صحفية في مجلس النواب.

### مرحلة التلفزيون
أنضمت ماريا إلي التلفزيون الإسباني عام 1948 ، كما التحقت ايضاً بموظفي خدمات المعلومات في العام نفسه. منذ ذلك الوقت عملت كمراسلة صحفية في الجريدة الإسبوعية حيث انتهي بها المطاف وتم تعيينها رئيس تحرير لهذه الجريدة عام 1989.
عُينت ماريا مدير لخدمات المعلومات في شهر مارس عام 1990 ، وذلك بعد موافقة خوردي جارسيا كندوا علي الأتجاه العام للهيئة العامة ورامون كولوم علي الأتجاه العام للتلفزيون. استمرت ماريا في منصبها هذا الا ان جاء ارنستو ساينز دي بورواجا ليحل محلها عام 1996 . تعرضت أثناء فترة ولايتها لانتقادات لاذعة من أحزاب المعارضة وعلي رأسهم حزب الشعب الذي طالبها مراراً وتكرراً بتقديم استقالتها بسبب تلاعبها بالأخبار وانحيازها سياسياً للحزب الحاكم ورئيسه فيليبي جونزاليس.
أُُتيحت لها الفرصة لأجراء حوار عميق مع كلاً من مانويل فراجا وخوسيه ماريا أثنار وخابير ارزايوز وخوردي بوخول وفيليبي جونزاليس وغيرهم. قامت ماريا في عام 1995 بتقديم برنامج خاص بشخصية أدولفو سواريث فهو أول رئيس وزراء منتخب ديموقراطياً في إسبانيا.

### وسائل أخرى
تعاونت ماريا منذ عام 1997 مع صحيفة الباييس حيث قامت بنشر العديد من الحوارات مع كبار القادة السياسيين والأكاديميين وأعضاء من الكنيسة الكاثوليكية، وقد تم تجميعها في مجلد الجسد للجسد الذي تم تحريره في عام 2007 . فقد أطلقت ماريا دعوات للصحفيين ايناكي جابيلوندو ولويس ديل أولمو وفيكتوريا بريجو وسوليداد جاليجو - دياز وخوسيه أنطونيو زارزاليخوس.
شاركت ماريا كمحلل في العديد من اللقاءات الأذاعية كبرنامج يوم بيوم في المحطة الأذاعية اس أي ار وبرنامج البوصلة (2002) في المحطة الاذاعية اوندا سيرو وبرنامج الزعماء (2004 - 2006) في المحطة الاذاعية راديو بونتو ، كما شاركت ايضاً في لقاءات تلفزيونية كبرنامج يوم بيوم (1996 - 2004) علي قناة تيليسينكو وبرنامج كل يوم (2004 - 2005) علي قناة انتينا 3 وبرنامج الرابعة صباحاً (2006 - 2010) علي القناة الرابعة وبرنامج مدريد تعترض (2006 - 2008) علي قناة تلي مدريد وبرنامج العين الحرجة (2008) وبرنامج لا نورية (2008-2012) علي قناة تيليسينكو. كما شاركت ايضاً في مناقشات الراديو الأوسكادي وبرامج الشؤون الراهنة في قناة نو وقناة ايه تي بي .

## الكتب المنشورة
فقد تبلور دورها ككاتبة وخاصة بعد المقابلة الإعلامية، حيث قامت بعرض تحليلا مفصلا في مقالتها الذاكرة المستردةعن فترة حكم فيليبي جونزاليس من خلال محادثات أجرتها مع أبطال  هذه الفترة. وفي معلمي الجمهورية الثانية أظهرت قيمة رموز الجمهورية الإسبانية الثانية مستعينة بشهادة الطلاب وأسر وجيران المعلمين المقتولين. وفي عام 2009 قامت بنشر تقرير أوسكادي ، وهي عبارة عن مجموعة من المقابلات التي تستكشف الواقع السياسي للبلاد الباسك.
- 1997 : ايرموا ، تتحدث عن أربعة أيام في شهر يوليو تم فيهم اغتيال ميشيل انخيل بلانكو.
- 1999 : تلك اسبانيا العذبة والمر / كارمن أشبيلية و''باكو رابيل'' .
- 2003 : الذاكرة المستردة ، مالم يقوله فيليبي جونزاليس وقادة الأشتراكيين.
- 2006 : معلمي الجمهورية. القديسين والشهداء الآخرون .
- 2007 : الجسد للجسد ، هي عبارة عن تجميع المقابلات التي أجرتها الكاتبة، حيث أوضحت فيهم كيف يفكرون السياسيون الاسبان وكيف يكونون.
- 2009 : تقرير أوسكادي .

## روابط خارجية
- ماريا أنطونيا إجليسياس على موقع IMDb (الإنجليزية)